# アンソニー・パウエル (作家)

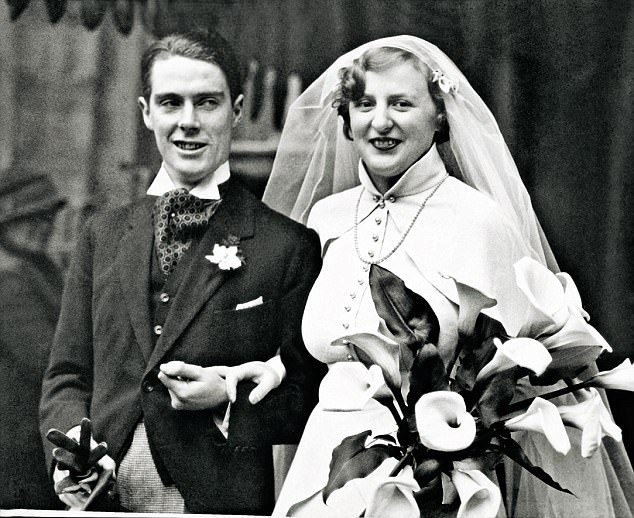
妻のバイオレットと。1934年

アンソニー・ダイモーク・パウエル （Anthony Dymoke Powell, CH CBE、1905年12月21日 - 2000年3月28日）はイギリスの作家。
イングランド・ウェストミンスター生まれ。父は軍人。イートン校、オックスフォード大学に学び、1931年『午後の人々』を発表、アッパーミドルクラスの生活を風刺した。1951-75年にわたって書かれた三部作「時の流れにあわせての舞踏」を発表して評価される。同書は英語で書かれた最長編小説リストに入っており、タイムズ紙は「戦後の英国作家ベスト50」にパウエルを選出。

## 邦訳
- アントニー ポウエル『午後の人々』小山太一訳 水声社 1999

| スタブアイコン | サブスタブ | この項目は、まだ閲覧者の調べものの参照としては役立たない、文人（小説家・詩人・歌人・俳人・作詞家・作家・放送作家・随筆家（コラムニスト）・文芸評論家）に関連した書きかけの項目です。この項目を加筆・訂正などしてくださる協力者を求めています（P:文学/PJ:作家）。 |